# Henry James Byron
Henry James Byron (Manchester, 8 gennaio 1835 – Manchester, 11 aprile 1884) è stato un commediografo, attore teatrale e impresario teatrale inglese.

## Biografia
Henry James Byron nacque a Manchester: suo padre, Henry Byron (1804-1884), console britannico a Port-au-Prince, Haiti, era cugino di secondo grado del poeta Lord Byron; sua madre, Elizabeth Josephine, era la figlia del dottor Bradley.
Dopo aver abbandonato gli studi giuridici, pur entrando nel Middle Temple, iniziò presto la carriera di attore unendosi ad una compagnia teatrale.
Non ebbe successo come attore, però contemporaneamente si dedicò alla scrittura e dal 1856 diventò un commediografo e nell'arco della sua carriera compose centocinquanta opere.
Nel 1865 si unì a Miss Marie Wilton (in seguito Lady Bancroft) nella direzione del teatro del Principe di Galles, vicino a Tottenham Court Road. Qui mise in scena molti delle sue opere, commedie e altro con successo, mettendosi in evidenza soprattutto nei generi della extravaganza e del burlesque.; ma, dopo aver interrotto la società due anni dopo e aver iniziato la gestione per proprio conto nelle province, incominciarono i problemi finanziari.
Proprio in quel periodo scrisse le sue opere più celebri, tra le quali si ricorda prevalentemente I nostri bimbi (Our Boys, 1875), che fu replicato per quattro anni al Vaudeville Theatre, La crosta superiore (The Upper Crust) e i Successi di Cyrils (Cyrils Success), entrambe del 1868.
Tra le sue numerose attività, diresse la rivista Fun,e fu l'autore anche di un romanzo, Paid in Full (1865), apparso originariamente su Temple Bar.
Henry James Byron morì a Manchester l'11 aprile 1884, ma è sepolto a Londra al Brompton Cemetery.

## Opere
- Barbablù da un nuovo punto di tonalità (Bluebeard from a New Point of Hue, 1860);
- Cenerentola (Cinderella, 1860);
- Aladino (Aladdin, 1861);
- Esmeralda, o la sensazione di capra (Esmeralda, or, The Sensation Goat, 1861);
- I nostri bimbi (Our Boys, 1875);
- La crosta superiore (The Upper Crust, 1868);
- Successi di Cyrils (Cyrils Success, 1868).